# Inulanthera tridens
Inulanthera tridens là một loài thực vật có hoa trong họ Cúc. Loài này được (Oliv.) Källersjö mô tả khoa học đầu tiên năm 1986.